# 阿萊馬納鎮
阿萊馬納鎮（西班牙語：Villa Alemana）是智利的城鎮，位於該國中部，由瓦爾帕萊索大區的馬爾加馬爾加省負責管轄，始建於1894年11月8日，面積96平方公里，海拔高度143米，2002年人口95,623，人口密度每平方公里996.1人。

## 外部連結
- （西班牙文） Municipality of Villa Alemana （页面存档备份，存于）